# Condado de Newton (Geórgia)
O Condado de Newton é um dos 159 condados do Estado americano de Geórgia. A sede do condado é Covington, e sua maior cidade é Covington. O condado possui uma área de 723 km² (dos quais 7 km² estão cobertos por água), uma população de 62 001 habitantes, e uma densidade populacional de 87 hab/km² (segundo o censo nacional de 2000). O condado foi fundado em 30 de novembro de 1858. O condado faz parte da região metropolitana de Atlanta. É o décimo primeiro condado em mais rápido crescimento populacional em todo os Estados Unidos, sendo que uma estimativa realizada em 2003 estima a população do condado em 81 524 habitantes, um crescimento de 35%.